# Hiroki Bandai
Hiroki Bandai (萬代 宏樹 Bandai Hiroki?, nacido el 19 de febrero de 1986 en Miyagi) es un futbolista japonés que se desempeña como delantero.

## Trayectoria

### Clubes
| Club               | País  | Año         |
| ------------------ | ----- | ----------- |
| Vegalta Sendai     | Japón | 2004 - 2007 |
| Júbilo Iwata       | Japón | 2008 - 2009 |
| Sagan Tosu         | Japón | 2010        |
| Thespa Kusatsu     | Japón | 2011        |
| Montedio Yamagata  | Japón | 2012 - 2015 |
| Mito HollyHock     | Japón | 2016 - 2017 |
| AC Nagano Parceiro | Japón | 2017 -      |

## Estadística de carrera

### J. League
| Club               | Año   | J. League | J. League | Copa J. League | Copa J. League | Total | Total |
| Club               | Año   | Part.     | Goles     | Part.          | Goles          | Part. | Goles |
| ------------------ | ----- | --------- | --------- | -------------- | -------------- | ----- | ----- |
| Vegalta Sendai     | 2004  | 36        | 4         | -              | -              | 36    | 4     |
| Vegalta Sendai     | 2005  | 14        | 1         | -              | -              | 14    | 1     |
| Vegalta Sendai     | 2006  | 17        | 2         | -              | -              | 17    | 2     |
| Vegalta Sendai     | 2007  | 40        | 14        | -              | -              | 40    | 14    |
| Júbilo Iwata       | 2008  | 20        | 3         | 5              | 1              | 25    | 4     |
| Júbilo Iwata       | 2009  | 7         | 0         | 4              | 0              | 11    | 0     |
| Sagan Tosu         | 2010  | 26        | 2         | -              | -              | 26    | 2     |
| Thespa Kusatsu     | 2011  | 35        | 8         | -              | -              | 35    | 8     |
| Montedio Yamagata  | 2012  | 32        | 4         | -              | -              | 32    | 4     |
| Montedio Yamagata  | 2013  | 27        | 5         | -              | -              | 27    | 5     |
| Montedio Yamagata  | 2014  | 30        | 2         | -              | -              | 30    | 2     |
| Montedio Yamagata  | 2015  | 5         | 0         | 5              | 2              | 10    | 2     |
| Mito HollyHock     | 2016  | 13        | 1         | -              | -              | 13    | 1     |
| Mito HollyHock     | 2017  | 1         | 0         | -              | -              | 1     | 0     |
| AC Nagano Parceiro | 2017  | 15        | 4         | -              | -              | 15    | 4     |
| Total              | Total | 318       | 50        | 14             | 3              | 332   | 53    |